# Gobernación de Ma'an
La gobernación de Ma'an (en árabe: معان) es una de las gobernaciones del Reino Hachemita de Jordania, la gobernación está localizada al sur de Amán, la ciudad capital de Jordania. Su capital es la ciudad de Ma'an. Este gobernación es la que posee la extensión de territorio más grande en todo el reino.

## Divisiones internas
La gobernación de Ma'an se encuentra subdividida internamente en cinco áreas o nahiyas a saber:
- Al-Husanyniyya
- Ash-Shibek
- Ayi
- Ma'an
- Wadi Musa

## Demografía
La extensión del territorio de la Gobernación de Ma'an abarca una superficie de unos 32.832 kilómetros cuadrados, éstos se encuentran habitados por un total de 108.800 personas (según cifras del censo llevado a cabo en el año 2007). Considerando la población y la superficie, la densidad poblacional nos indica que por cada kilómetro cuadrado de la gobernación de Ma'an se encuentran 3,31 pobladores.
- Datos: Q606340
- Multimedia: Ma'an Governorate / Q606340